# Лупья (нижний приток Камы)
Лупья (от коми-перм. лоп — валежник, или манс. луп — коряга, я — река) — река в Гайнском районе Пермского края. Устье реки находится в 1181 км от устья Камы по левому берегу. Длина реки — 128 км. Площадь водосборного бассейна — 1380 км².

## География
Исток на Северных Увалах близ границы с Республикой Коми. Исток лежит на водоразделе бассейнов Волги и Северной Двины, рядом с истоком Лупьи находятся истоки небольших притоков реки Вочь. Течёт в южном направлении. Средняя высота водосбора — 191 м. Средний уклон — 0,4 м/км.
В среднем течении на левом берегу реки посёлок Жемчужный (Кебратское сельское поселение). Также река протекает несколько нежилых деревень.
Впадает в Каму выше посёлка Кебраты (центр Кебратского сельского поселения). Ширина реки около устья около 30 метров.

### Притоки
Крупнейшие притоки — Сочь (левый) и Шугрем (правый).
(указано расстояние от устья)
- 32 км: река Ужань (пр)
- 41 км: река Сочь (лв)
- река Аншор (лв)
- 53 км: река Люмья (пр)
- 65 км: река Верья (пр)
- 86 км: река Чой (пр)
- 99 км: река Шугрем (пр)
- 107 км: река Дзеля-Алач (лв)
- 107 км: река Ыджыд-Алач (лв)
- река Малая Лупья (пр)

## Данные водного реестра
По данным государственного водного реестра России относится к Камскому бассейновому округу, водохозяйственный участок реки — Кама от истока до водомерного поста у села Бондюг, речной подбассейн реки — бассейны притоков Камы до впадения Белой. Речной бассейн реки — Кама.
Код объекта в государственном водном реестре — 10010100112111100002003.